# Lijst van personen overleden in oktober 2023
Dit is een lijst van bekende personen die zijn overleden in oktober 2023.

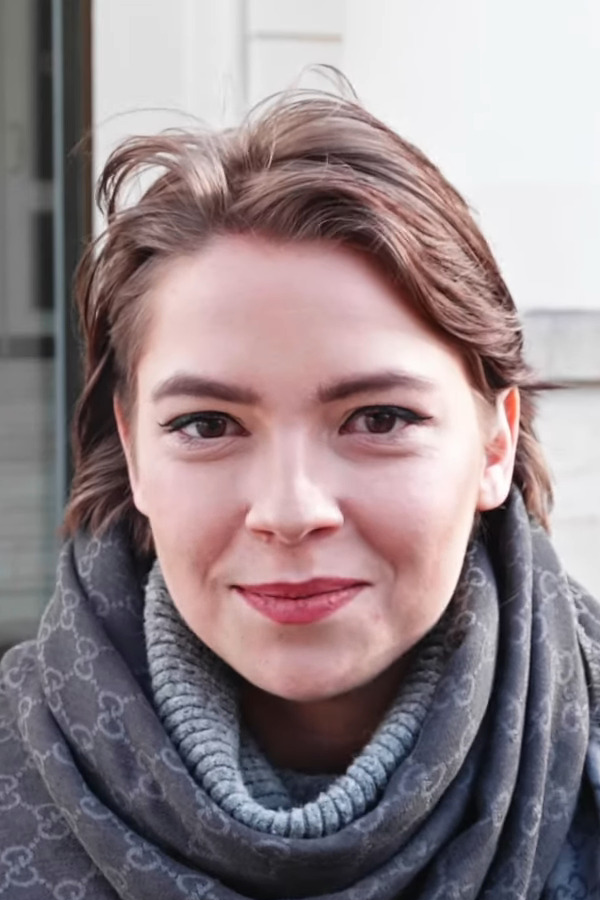
Patricia Janečková
1 oktober

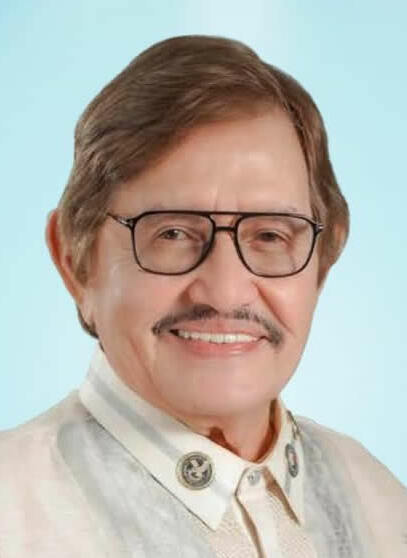
Edward Hagedorn
3 oktober

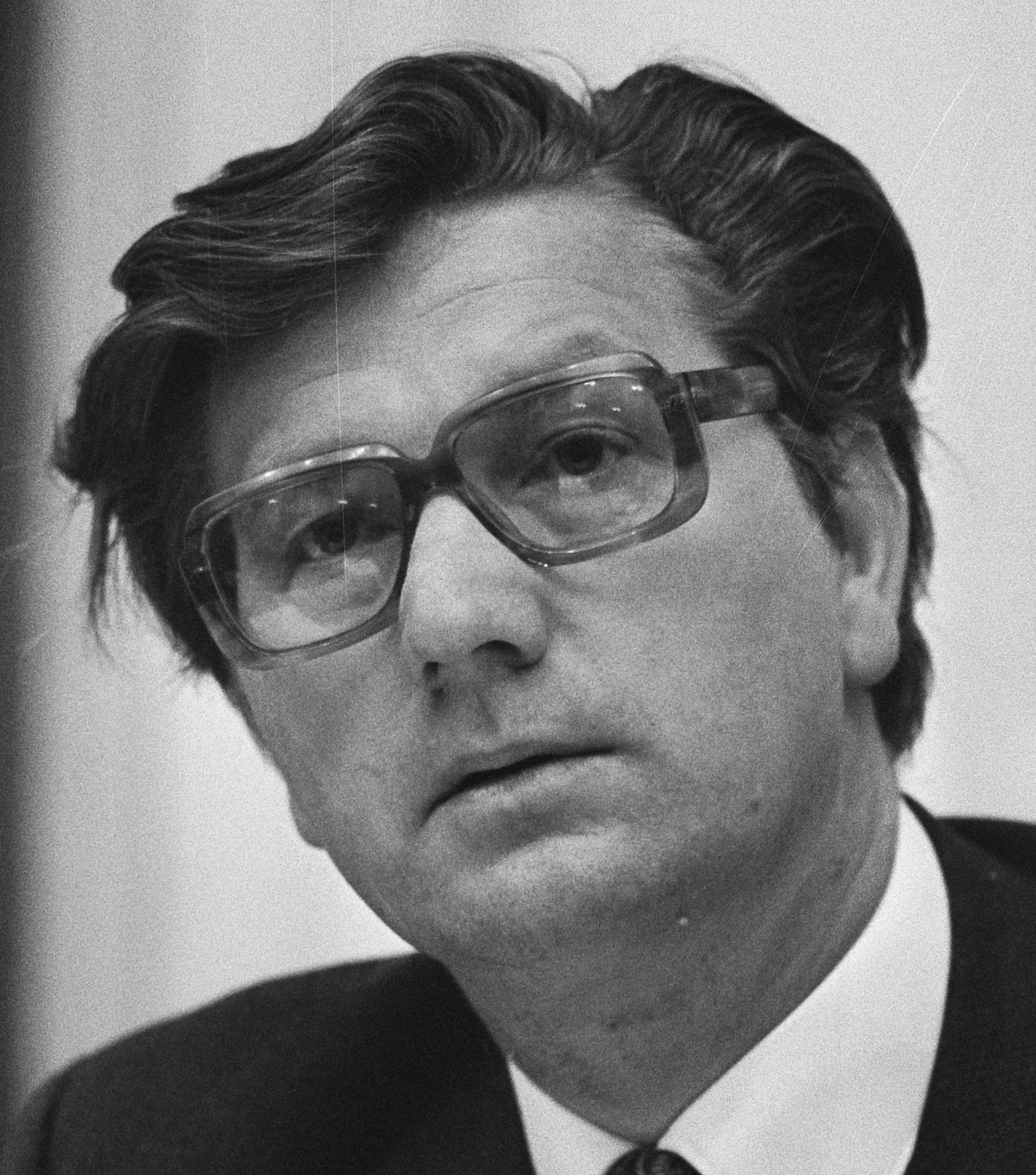
Tjerk Westerterp
7 oktober

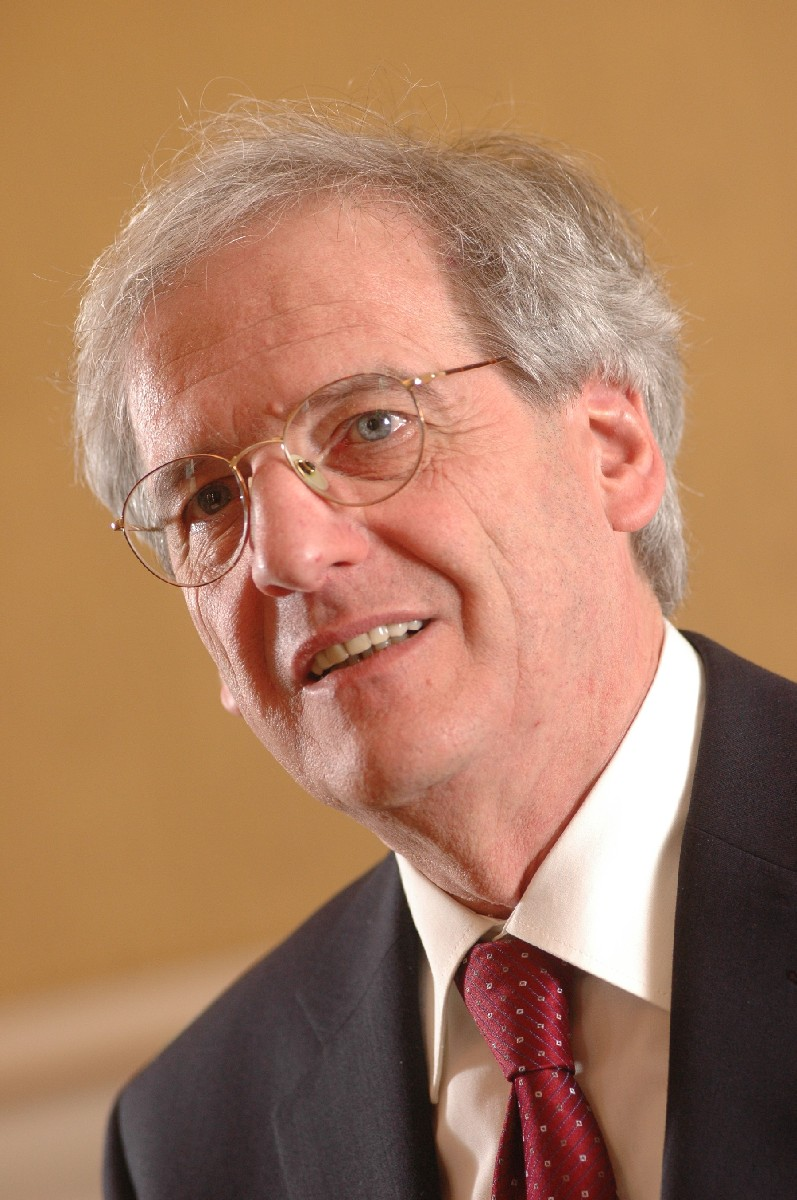
László Sólyom
8 oktober

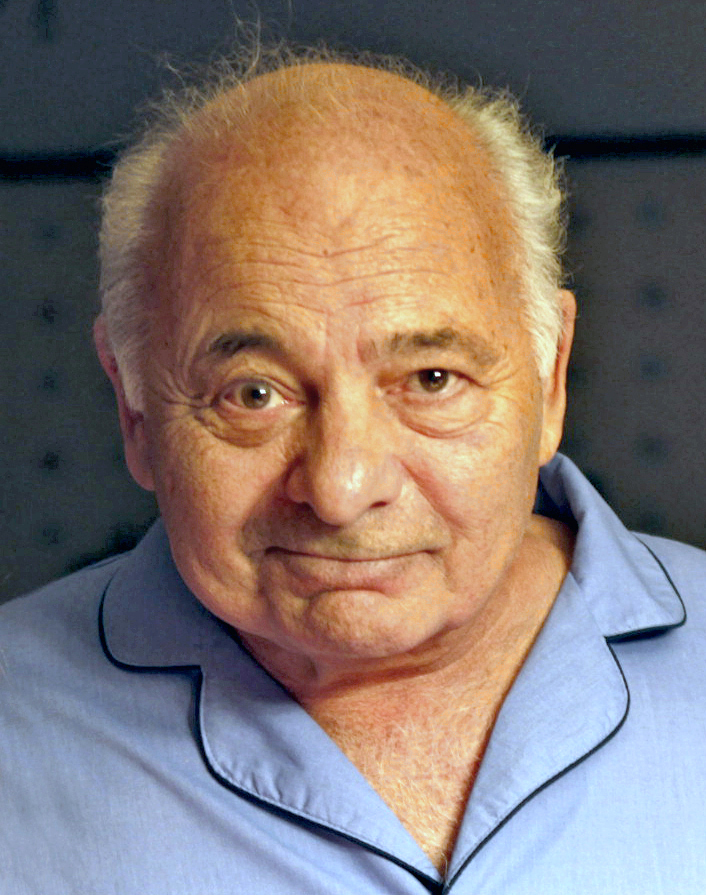
Burt Young
8 oktober

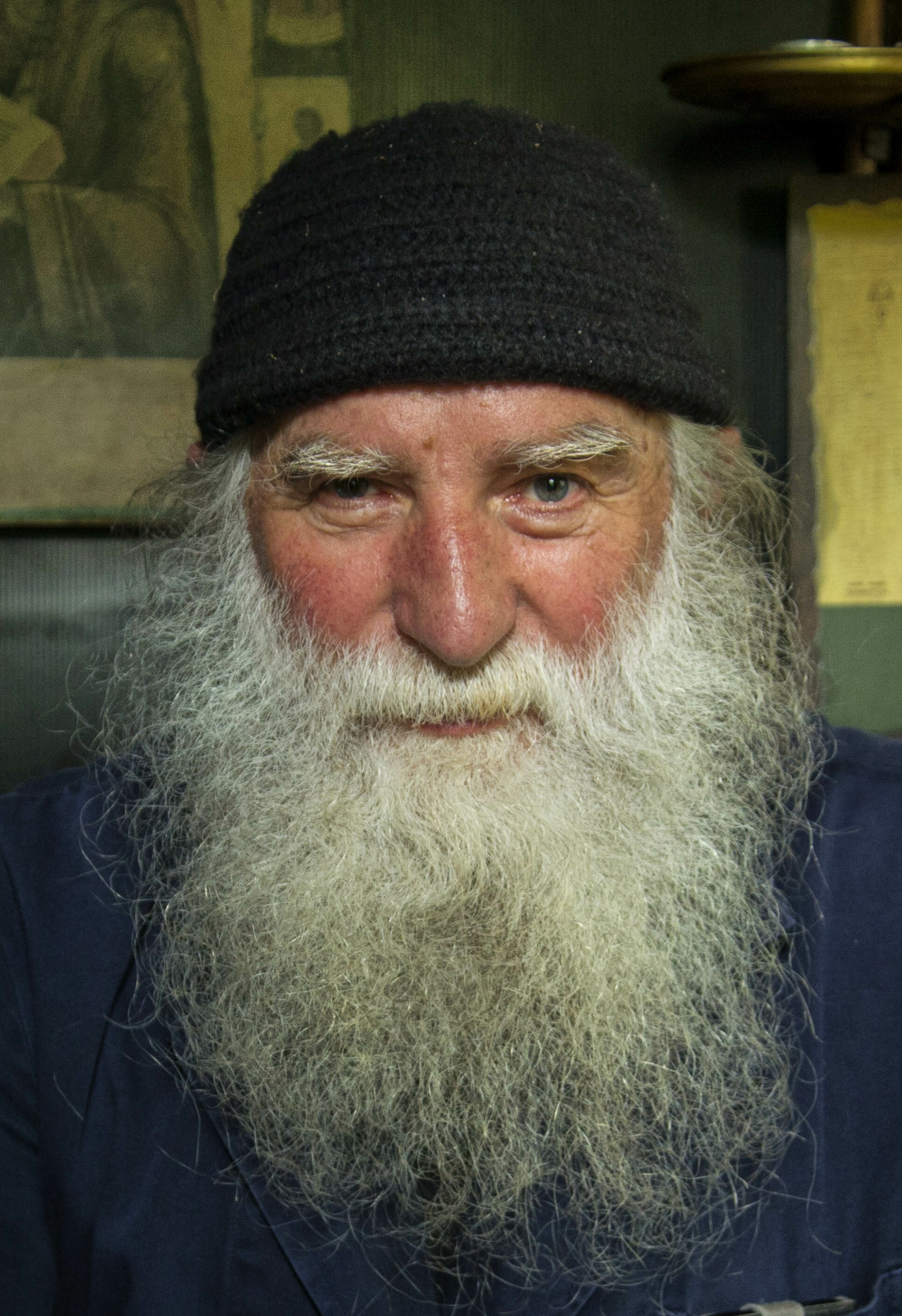
Jozef van den Berg
13 oktober

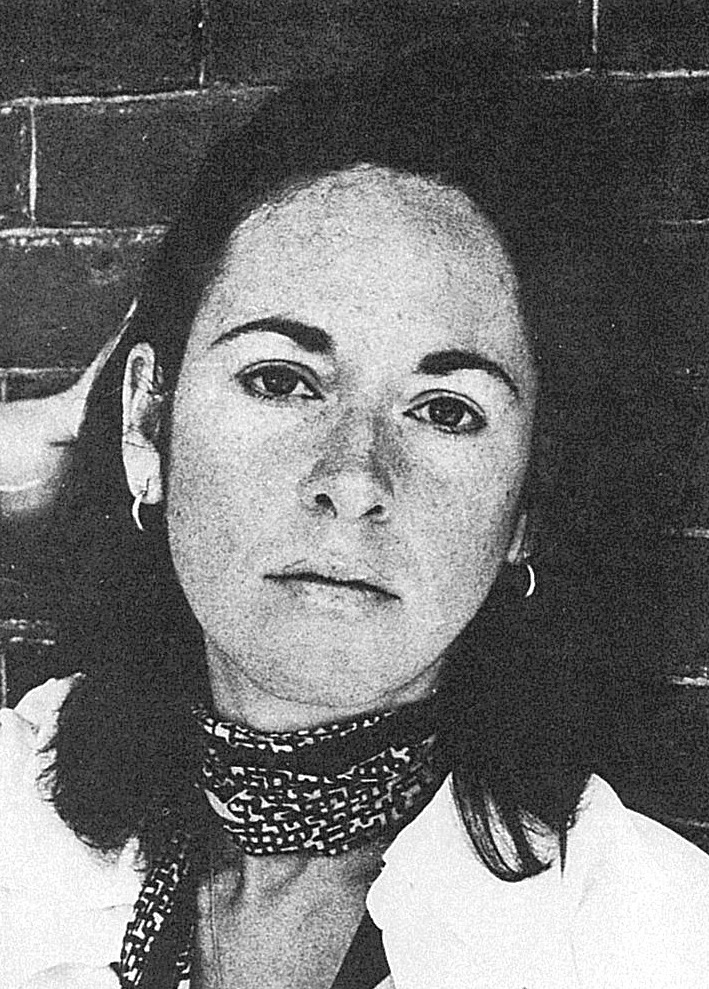
Louise Glück
13 oktober

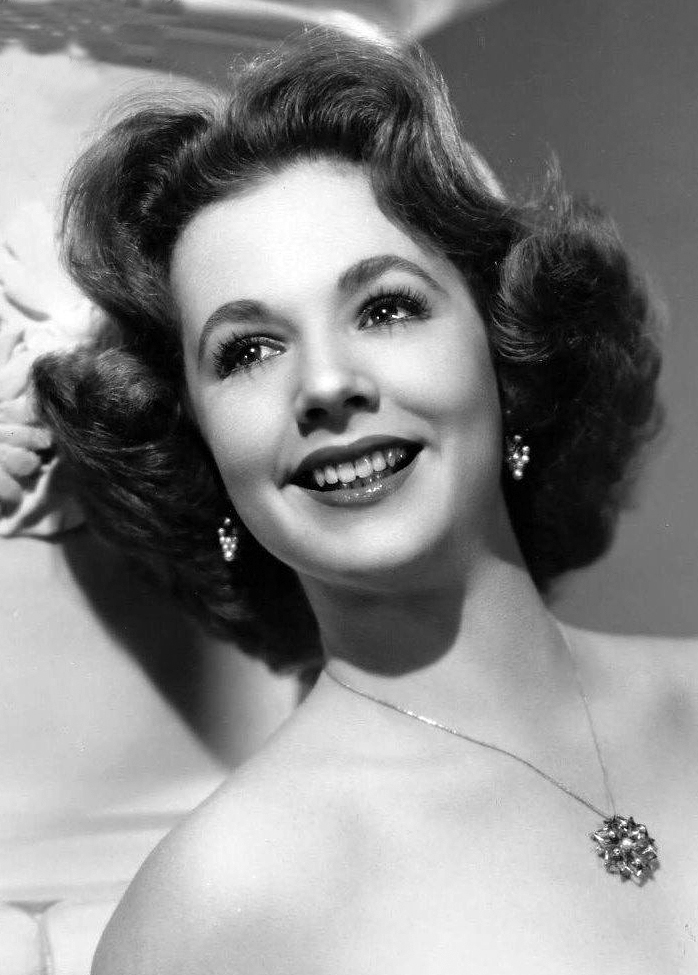
Piper Laurie
14 oktober

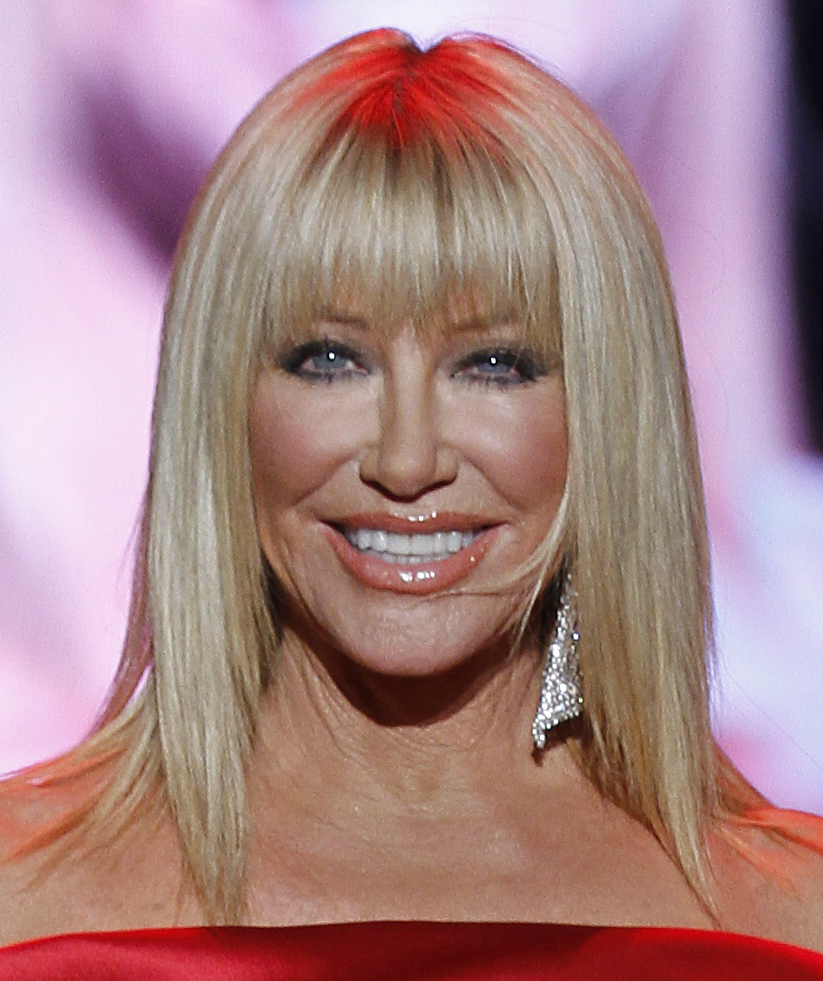
Suzanne Somers
15 oktober

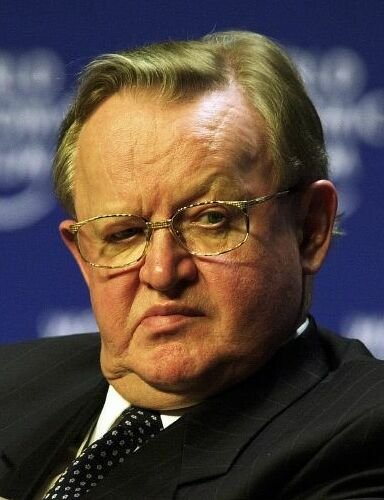
Martti Ahtisaari
16 oktober

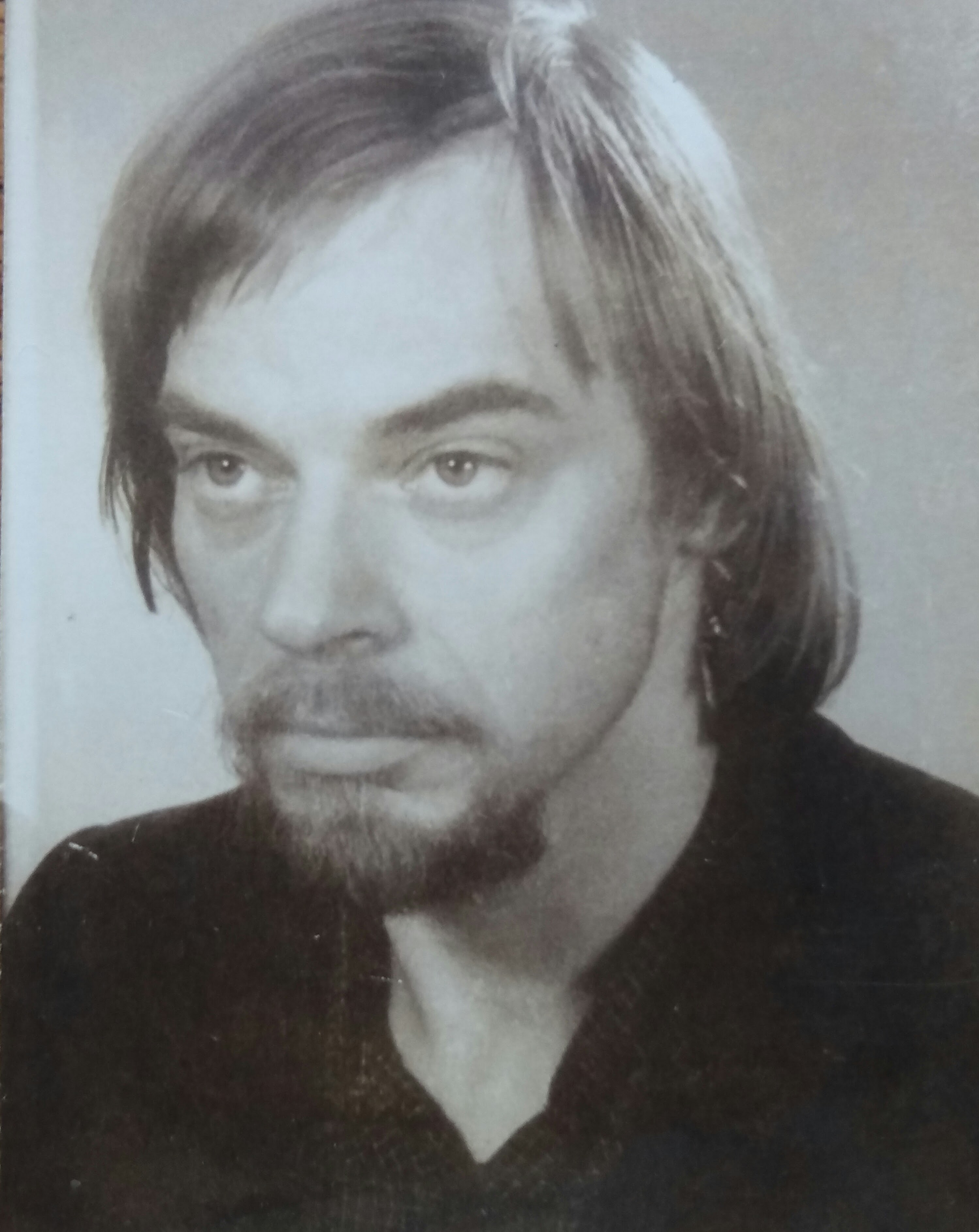
Wessel te Gussinklo
18 oktober

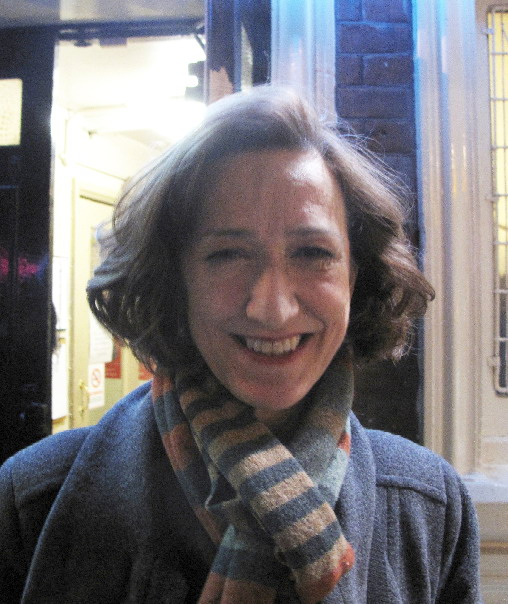
Haydn Gwynne
20 oktober

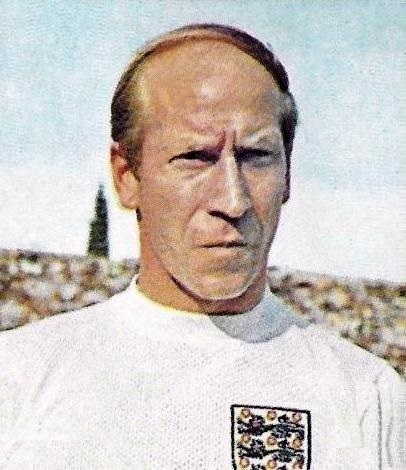
Bobby Charlton
21 oktober

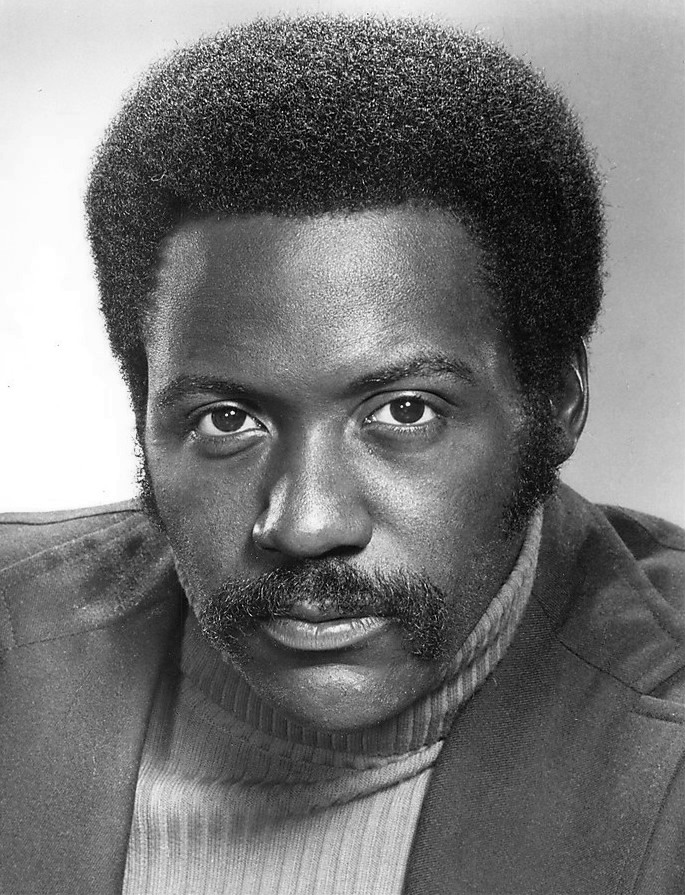
Richard Roundtree
24 oktober

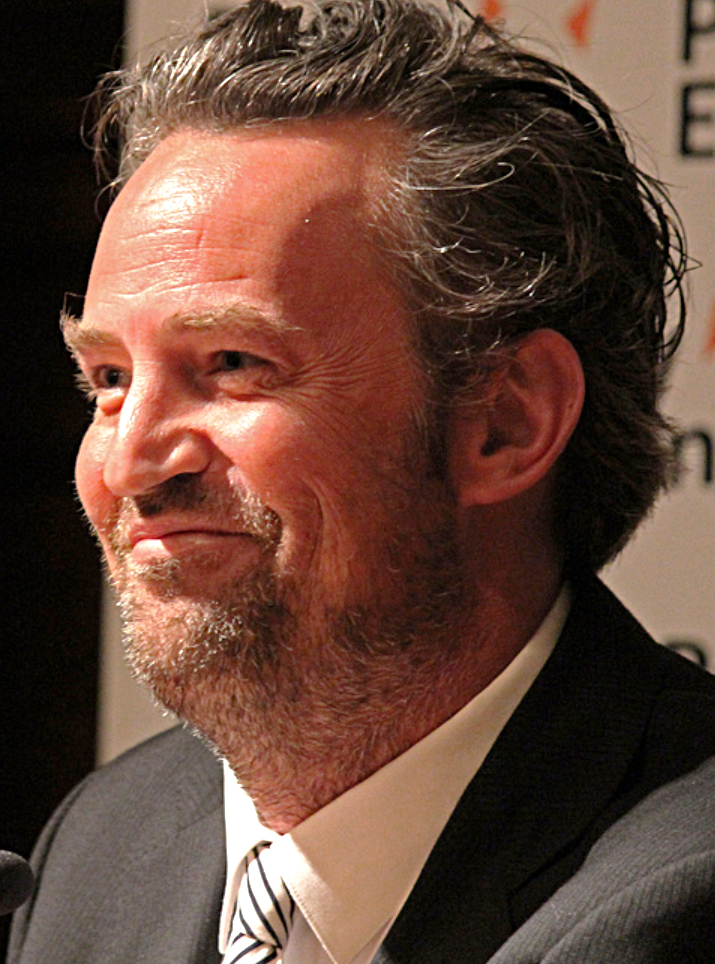
Matthew Perry
28 oktober

| 1 | 2 | 3 | 4 | 5 | 6 | 7 | 8 | 9 | 10 | 11 | 12 | 13 | 14 | 15 | 16 | 17 | 18 | 19 | 20 | 21 | 22 | 23 | 24 | 25 | 26 | 27 | 28 | 29 | 30 | 31 |
| - | - | - | - | - | - | - | - | - | -- | -- | -- | -- | -- | -- | -- | -- | -- | -- | -- | -- | -- | -- | -- | -- | -- | -- | -- | -- | -- | -- |

### 1 oktober
- Beverly Willis (95), Amerikaans architect[1]
- Patricia Janečková (25), Slowaaks operazangeres[2]

### 2 oktober
- Henk Wolleswinkel (87), Nederlands luchtvaartonderzoeker[3]

### 3 oktober
- Edward Hagedorn (76), Filipijns politicus[4]

### 4 oktober
- Mahinder Rathipal (67), Surinaams politicus[5]
- Telesphore Placidus Toppo (83), Indiaas kardinaal[6]
- Juul Slembrouck (99), Belgisch groendeskundige en activist[7]
- Shawna Trpcic (56), Amerikaans kostuumontwerpster[8]

### 5 oktober
- Francesco Matrone (76), Italiaans maffioso[9]
- Paul Ramboux (91), Belgisch striptekenaar[10]

### 6 oktober
- Maurice Bourgue (83), Frans hoboïst, kamermusicus, componist en dirigent[11]
- Michael Chiarello (61), Amerikaans televisiekok[12]
- Loren Cunningham (88), Amerikaans zendeling en schrijver[13]
- Keith Jefferson (53), Amerikaans acteur[14]
- Steven (Stefan Wilsens) (85), Belgisch kunstenaar en tekenaar[15]

### 7 oktober
- Terence Davies (77), Brits filmregisseur[16]
- Reiner Goldberg (83), Duits tenorzanger[17]
- Ellen Wellmann (75), Duits atlete[18]
- Tjerk Westerterp (92), Nederlands politicus[19]

### 8 oktober
- Agneta Andersson (62), Zweeds kanovaarster[20]
- Karlos Callens (76), Belgisch burgemeester[21]
- Nina Matviyenko (75), Oekraïens zangeres[22]
- László Sólyom (81), Hongaars politicus[23]
- Burt Young (83), Amerikaans acteur[24]

### 9 oktober
- Simone Chapuis-Bischof (92), Zwitsers onderwijzeres, redactrice en feministe[25]
- Terry Dischinger (82), Amerikaans basketballer[26]
- Volodymyr Vasylenko (86), Oekraïens hoogleraar, diplomaat en rechter[27][28]

### 10 oktober
- Paul Leuquet (90), Frans schilder, cartoonist en dichter[29]

### 11 oktober
- Phyllis Coates (96), Amerikaans actrice[30]
- Rudolf Isley (84), Amerikaans singer- songwriter[31]

### 12 oktober
- Burkard Bovensiepen (87), Duits autobouwer[32]
- Michael Cooper (71), Jamaicaans reggaemuzikant[33]
- Luis Garavito (66), Colombiaans seriemoordenaar[34]

### 13 oktober
- Jozef van den Berg (74), Nederlands theatermaker[35]
- Chris Coenen (86), Nederlands voetballer[36]
- Carel van den Driest (75), Nederlands bestuurder[37]
- Louise Glück (80), Amerikaans dichteres en Nobelprijswinnares[38]
- Burdette Haldorson (89), Amerikaans basketballer[39]
- Hubert Reeves (91), Canadees astrofysicus[40]
- Hugh Russell (63), Noord-Iers bokser[41]

### 14 oktober
- Piper Laurie (91), Amerikaans actrice[42]
- Dariush Mehrjui (83), Iraans filmregisseur[43]

### 15 oktober
- Joanna Merlin (92), Amerikaans actrice[44]
- Jean-Roger Milo (66), Frans acteur[45]
- David Shaffer (87), Zuid-Afrikaans-Brits-Amerikaans psychiater[46]
- Suzanne Somers (76), Amerikaans actrice[47]

### 16 oktober
- Martti Ahtisaari (86), Fins politicus, diplomaat en Nobelprijswinnaar[48]
- Toon Greebe (35), Nederlands darter[49]
- Peter Hoppenbrouwers (69), Nederlands historicus[50]
- Aptuk Noewahe (85), Surinaams granman[51]
- Theo Schoofs (88), Belgisch politicus[52]

### 17 oktober
- Carla Bley (87), Amerikaans jazzmuzikante, -componiste en bigbandleider[53]
- Kalle Oranen (77), Nederlands voetballer[54]
- Ben Snelders (83), Nederlands voetballer[55]
- Aureel Vandendriessche (91), Belgisch atleet[56]

### 18 oktober
- Osvaldo Desideri (84), Italiaans artdirector[57]
- Wessel te Gussinklo (82), Nederlands schrijver[58]

### 19 oktober
- Lasse Berghagen (78), Zweeds zanger, liedjesschrijver en acteur[59]
- Anfisa Reztsova (58), Russisch langlaufster en biatlete[60]
- Cherrie Vangelder-Smith (73), Nederlandse zangeres[61]

### 20 oktober
- Hiba Abu Nada (32), Palestijns schrijfster en dichteres[62]
- Wies Andersen (87), Belgisch acteur, regisseur en presentator[63]
- Haydn Gwynne (66), Brits actrice[64]

### 21 oktober
- Burak Bekdil (57), Turks journalist[65]
- Ernst Buschor (80), Zwitsers econoom en politicus[66]
- Bobby Charlton (86), Engels voetballer[67]
- Joan Evans (89), Amerikaans actrice[68]
- Martin Fase (85), Nederlands econometrist en hoogleraar[69]
- N. John Habraken (94), Nederlands architect, theoreticus en auteur[70]
- Bill Hayden (90), Australisch politicus[71]
- Betsy Rawls (95), Amerikaans golfster[72]
- Renée Sanders (64), Nederlands regisseuse, radiomaker, schrijfster en journalist[73]
- Natalie Zemon Davis (94), Canadees-Amerikaans historica[74]

### 22 oktober
- Ida Applebroog (93), Amerikaans kunstenares[75]
- Cedric Jones (46), Amerikaans acteur[76]

### 23 oktober
- Angelo Bruschini (62), Brits gitarist[77]
- Mark Groeneveld (20), Nederlands wielrenner[78]
- István Láng (90), Hongaars componist[79]
- Gerard Nijenhuis (91), Nederlands schrijver en dichter[80]
- Wim van Oostrom (89), Nederlands kunstenaar[81]

### 24 oktober
- Hans Albert (102), Duits filosoof[82]
- Marc van Gestel (55), Nederlands stand-upcomedian[83]
- Adriaan Nooteboom (95), Nederlands politicus[84]
- Henk over de Linden (100), Nederlands burgemeester[85]
- Richard Roundtree (81), Amerikaans filmacteur[86]
- Steven Riley (67), Amerikaans drummer[87]

### 25 oktober
- Zdeněk Mácal (87), Tsjechisch dirigent[88]

### 26 oktober
- Goa Gil (72), Amerikaans diskjockey[89]
- Richard Moll (80), Amerikaans acteur[90]
- Miel Otto (84), Nederlands hoogleraar en bedrijfskundige[91]
- Hans Tentije (Johann Krämer) (78), Nederlands dichter[92]

### 27 oktober
- Li Keqiang (68), Chinees politicus[93]
- Jeannine Leduc (84), Belgisch politica[94]
- Viktor Mamatov (86), Russisch biatleet[95]
- Jan Veenstra (81), Nederlands voetballer[96]

### 28 oktober
- Matthew Perry (54), Amerikaans-Canadees acteur[97]
- Rob van der Spek (79), Nederlands radio- en televisiepresentator[98][99]

### 29 oktober
- Charlie Aitken (81), Schots voetballer[100]
- Adam Johnson (29), Amerikaans ijshockeyspeler[101]
- Ketty Van de Poel (94), Belgisch actrice[102]

### 30 oktober
- Peter S. Fischer (88), Amerikaans televisieschrijver en televisieproducent[103]
- Gien van Maanen (87), Nederlands voetbalster[104]
- Vladimir Markelov (66), Sovjet-Russisch turner[105]
- Hans Meiser (77), Duits presentator en journalist[106]
- Aaron Spears (47), Amerikaans drummer[107]

### 31 oktober
- Lea Ackermann (86), Duits ordezuster en schrijfster[108]
- Jaak Broekx (109), Belgisch eeuweling[109]
- Tyler Christopher (50), Amerikaanse acteur[110]
- Ernesto Ferrero (85), Italiaans schrijver en linguïst[111]
- Ken Mattingly (87), Amerikaans astronaut[112]
- Oleg Protopopov (91), Russisch kunstschaatser[113]
- Aldo Vastapane (97), Belgisch zakenman en vastgoedmagnaat[114]
- Elmar Wepper (79), Duits acteur[115]

### datum onbekend
- Bert Pals (91), Nederlands rechtsgeleerde en actuaris[116]

januari ·
februari ·
maart ·
april ·
mei ·
juni ·
juli ·
augustus ·
september ·
oktober ·
november ·
december
1900 ·
1901 ·
1902 ·
1903 ·
1904 ·
1905 ·
1906 ·
1907 ·
1908 ·
1909 ·
1910 ·
1911 ·
1912 ·
1913 ·
1914 ·
1915 ·
1916 ·
1917 ·
1918 ·
1919 ·
1920 ·
1921 ·
1922 ·
1923 ·
1924 ·
1925 ·
1926 ·
1927 ·
1928 ·
1929 ·
1930 ·
1931 ·
1932 ·
1933 ·
1934 ·
1935 ·
1936 ·
1937 ·
1938 ·
1939 ·
1940 ·
1941 ·
1942 ·
1943 ·
1944 ·
1945 ·
1946 ·
1947 ·
1948 ·
1949 ·
1950 ·
1951 ·
1952 ·
1953 ·
1954 ·
1955 ·
1956 ·
1957 ·
1958 ·
1959 ·
1960 ·
1961 ·
1962 ·
1963 ·
1964 ·
1965 ·
1966 ·
1967 ·
1968 ·
1969 ·
1970 ·
1971 ·
1972 ·
1973 ·
1974 ·
1975 ·
1976 ·
1977 ·
1978 ·
1979 ·
1980 ·
1981 ·
1982 ·
1983 ·
1984 ·
1985 ·
1986 ·
1987 ·
1988 ·
1989 ·
1990 ·
1991 ·
1992 ·
1993 ·
1994 ·
1995 ·
1996 ·
1997 ·
1998 ·
1999 ·
2000 ·
2001 ·
2002 ·
2003 ·
2004 ·
2005 ·
2006 ·
2007 ·
2008 ·
2009 ·
2010 ·
2011 ·
2012 ·
2013 ·
2014 ·
2015 ·
2016 ·
2017 ·
2018 ·
2019 ·
2020 ·
2021 ·
2022 ·
2023 ·
2024 ·
2025